# Heterospingus
Genre

## Liste d'espèces
Selon la classification de référence du Congrès ornithologique international (version 2.7, 2010) :
- Heterospingus rubrifrons - Tangara à croupion jaune
- Heterospingus xanthopygius - Tangara à sourcils roux